# Euselasia frivola
Euselasia frivola är en fjärilsart som beskrevs av Hans Ferdinand Emil Julius Stichel 1919. Euselasia frivola ingår i släktet Euselasia och familjen Riodinidae. Inga underarter finns listade i Catalogue of Life.